# Pinus greggii
Pinus greggii är en tallväxtart som beskrevs av Georg George Engelmann och Filippo Parlatore. Pinus greggii ingår i släktet tallar, och familjen tallväxter. IUCN kategoriserar arten globalt som nära hotad.

## Underarter
Arten delas in i följande underarter:
- P. g. australis
- P. g. greggii

## Bildgalleri

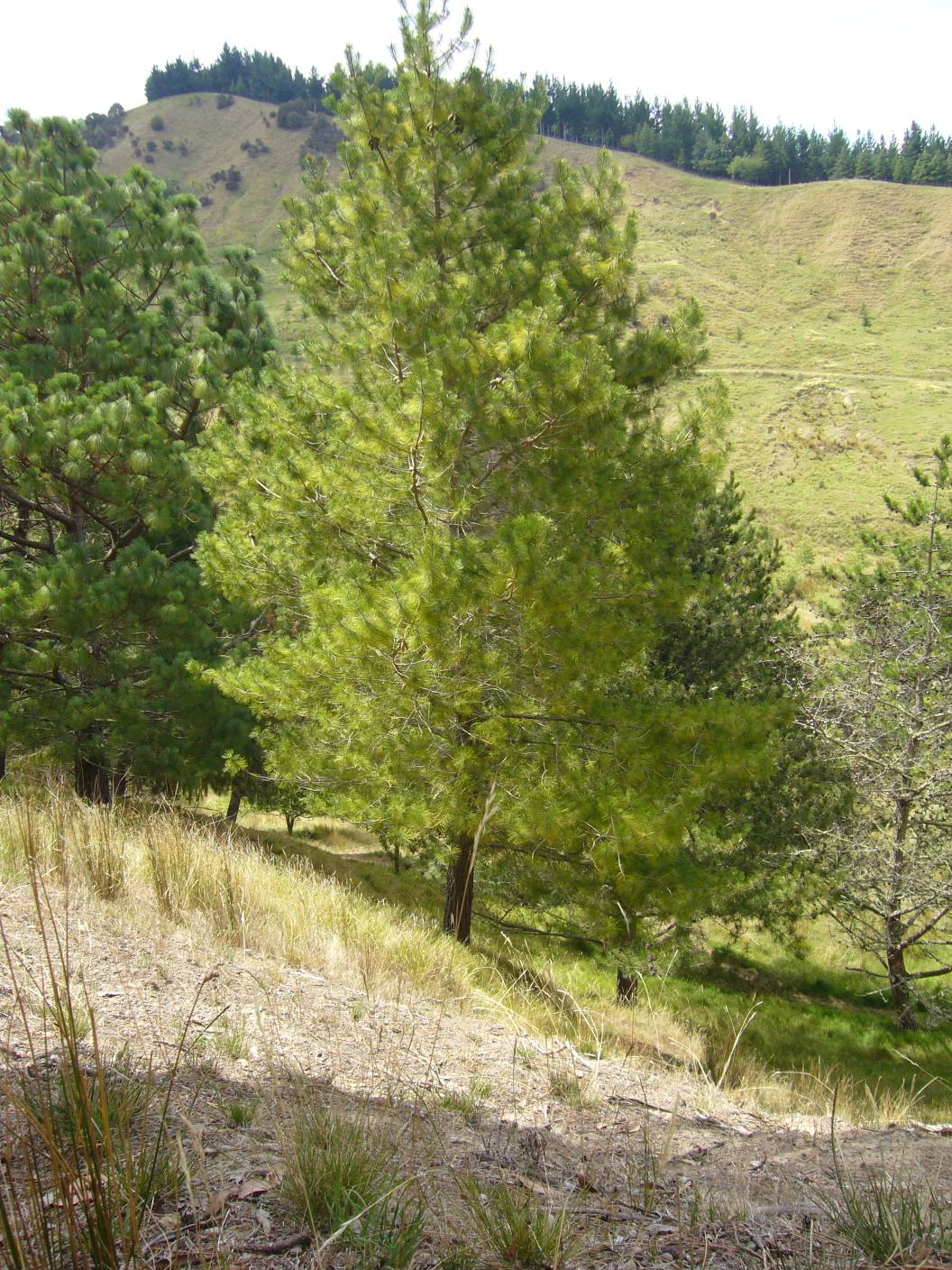
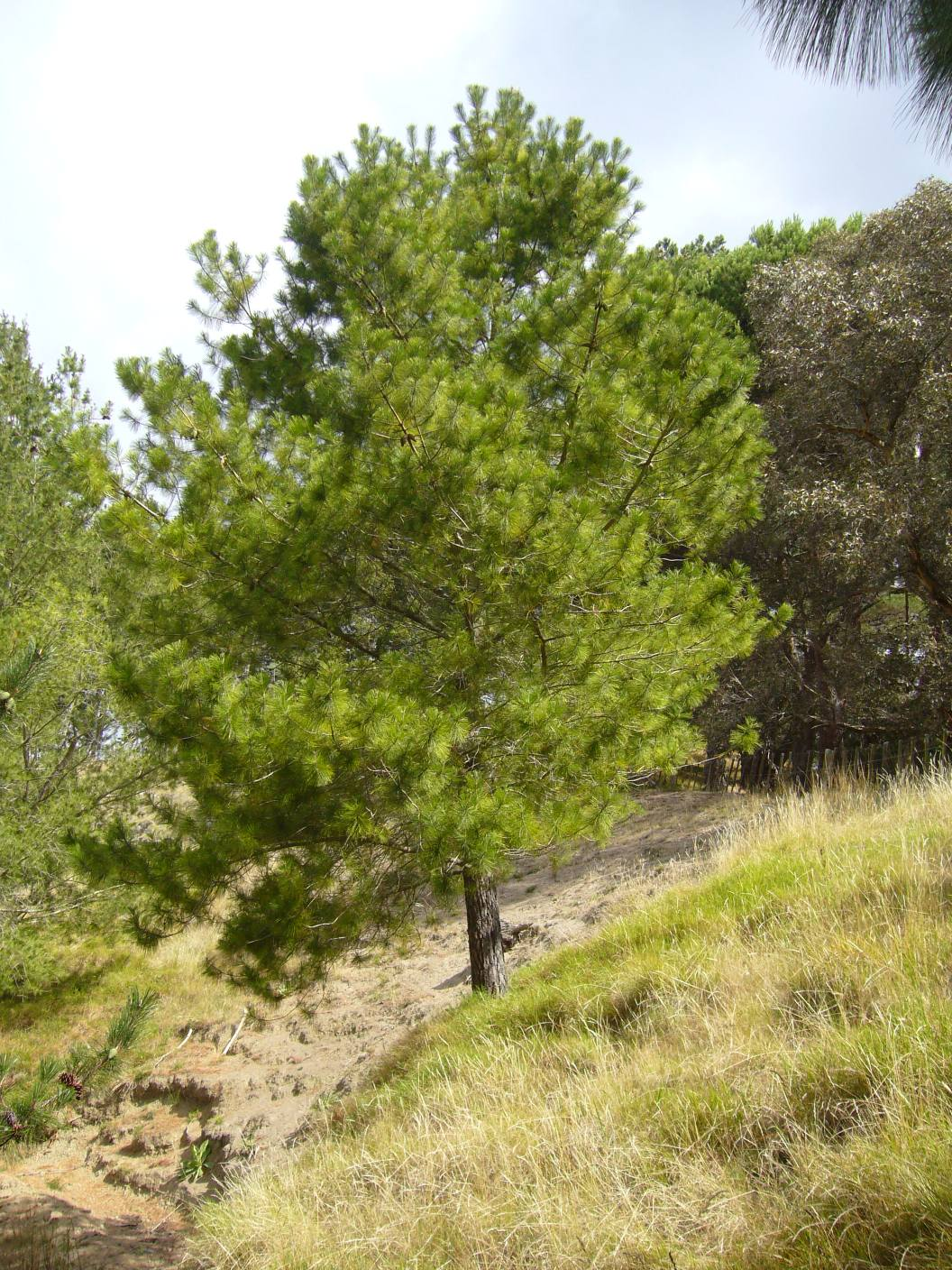
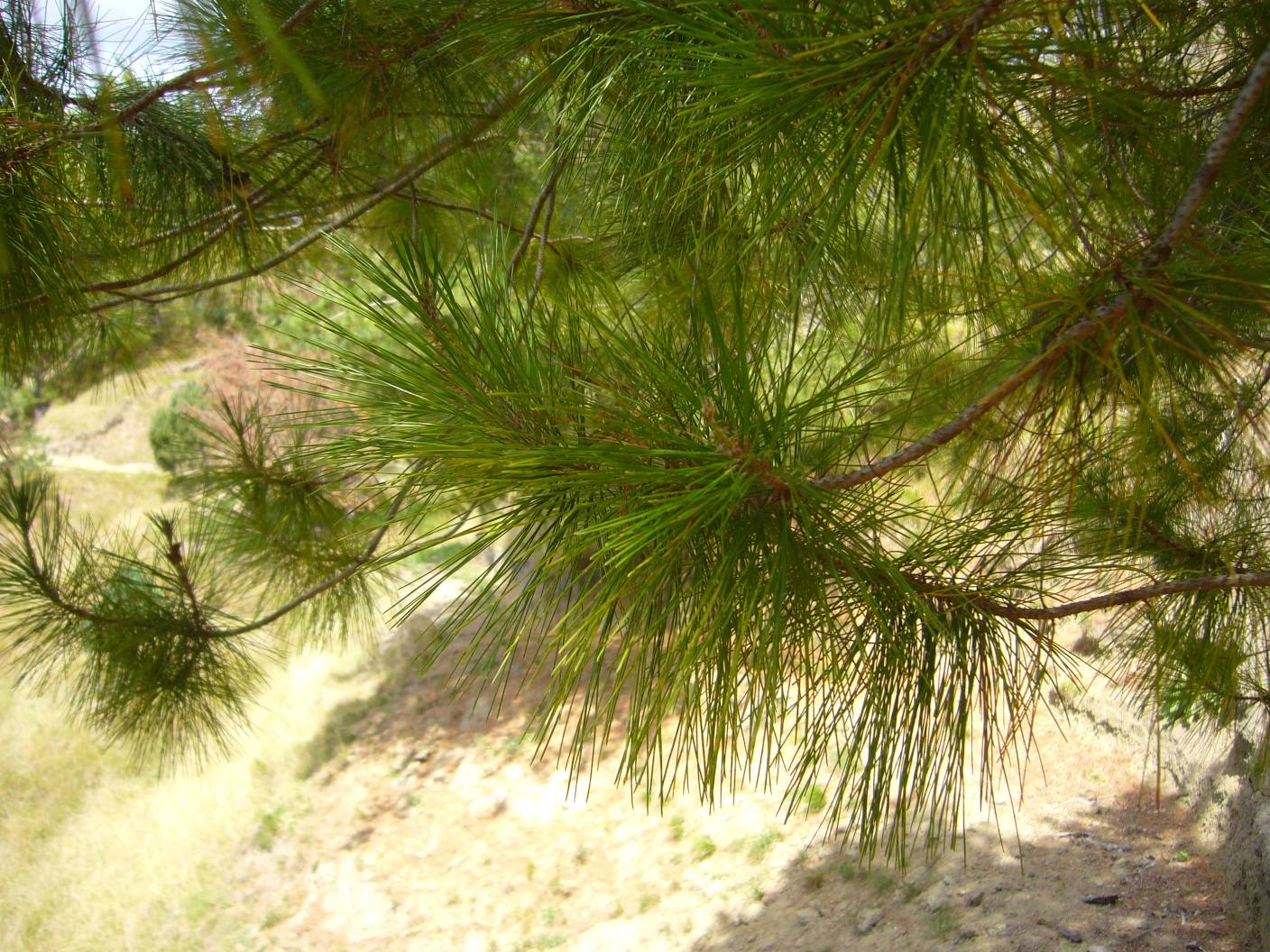